# Luksemburg na Letnich Igrzyskach Olimpijskich 1932
Luksemburg na Letnich Igrzyskach Olimpijskich 1932 w Los Angeles reprezentowało 3 zawodników.

## Skład kadry

### Konkurs Sztuki i Literatury
- Jean Jacoby
- Michel Jungblut
- Corneille Lentz